# Dave Marsh
Dave Marsh (Detroit, 1 de março de 1950) é um escritor, jornalista e crítico musical estadunidense.